# Roberto Dinamite
Carlos Roberto de Oliveira (Duque de Caxias, 13 de abril de 1954 – Rio de Janeiro, 8 de janeiro de 2023), mais conhecido como Roberto Dinamite, foi um futebolista brasileiro que atuou como centroavante. Considerado o maior ídolo da história do Vasco da Gama, fez história no clube cruzmaltino durante as décadas de 70, 80 e 90, encerrando a carreira no mesmo time. Também foi presidente do clube entre 2008 e 2014. Chegou a atuar na política, sendo eleito deputado estadual do Rio de Janeiro pelo Movimento Democrático Brasileiro (MDB) por cinco mandatos consecutivos.
É conhecido como ídolo do Vasco pelos torcedores, onde jogou 21 dos seus 22 anos como profissional, sendo o maior goleador da história do clube, com 708 gols, e o atleta com mais jogos disputados (1110 partidas), bem como o maior artilheiro do Estádio de São Januário, com 184 gols. Foi considerado, numa votação entre 240 personalidades vascaínas pela revista Placar, como o maior jogador da história do Vasco. É também, junto com Pelé e Rogério Ceni, um dos únicos jogadores do futebol brasileiro a ter mais de mil jogos por uma equipe. Dinamite destaca-se, ainda, por ser o maior artilheiro da história do Campeonato Brasileiro (190 gols) e do Campeonato Carioca (284 gols). É considerado pela IFFHS o quinto maior goleador do futebol mundial em campeonatos nacionais de primeira divisão, com 470 gols em 758 jogos.

## Biografia

### Infância e categorias de base
Carlos Roberto de Oliveira nasceu em 13 de abril de 1954, às 4h25, no bairro São Bento, em Duque de Caxias. Logo cedo, Roberto (que naquela época era conhecido pelo apelido de Calu) começou a mostrar intimidade com a bola. Igual a muitas crianças apaixonadas pelo futebol, chegava a dormir com ela nos braços enquanto imaginava as jogadas que faria na próxima partida de várzea.
Aos 12 anos, o pequeno Calu já era titular do principal time do bairro, o Esporte Clube São Bento, onde se destacava como artilheiro. Nessas peladas, tinha uma característica marcante: era o mais fominha e exigia de seus companheiros que as jogadas de ataque passassem pelos seus pés. Contudo, quando recebia a bola, dificilmente a devolvia.
Apesar do individualismo — era fã de Jairzinho, autor de gols em todas as partidas durante a conquista do tricampeonato mundial no México — já demonstrava toda sua habilidade e precisão nos arremates de curta e longa distâncias. Graças a isso, no ano de 1969, foi convidado a treinar nas categorias de base do Vasco por Gradim, olheiro do clube, responsável por garimpar jovens talentos nos campos de pelada espalhados pelo subúrbio do Rio de Janeiro. Um mês depois, já estava jogando na equipe juvenil dirigida por Célio de Souza. Em pouco mais de um ano no clube, já anotava mais de 46 gols.
Em um ano de clube, Roberto ganhou 15 quilos, graças a um rigoroso trabalho muscular, tornando-se um dos jovens mais promissores do clube, recebendo constantes elogios de treinadores e dirigentes. No Campeonato Carioca de Juvenis de 1970 foi o artilheiro vascaíno, com 10 gols. Já no mesmo torneio, no ano seguinte, foi mais longe: foi o artilheiro da competição, com 13 gols.
Desta maneira, despertou a atenção do técnico da equipe principal, Mário Travaglini, que o relacionou para a disputa do Brasileirão de 1971. No mesmo ano, já era apontado como a mais nova esperança de gols da equipe.

### Surge o Roberto Dinamite
Roberto fez sua primeira partida profissional contra o Bahia, no dia 14 de novembro de 1971, com dezessete anos. O Bahia vencia por 1–0 e o treinador Admildo Chirol o colocou no lugar do meio campista Pastoril no intervalo da partida. Mas ainda não era hora do futuro ídolo. O Vasco acabou perdendo o jogo pelo placar de 1–0.
Mesmo com a derrota, o Vasco estava classificado para a segunda fase do torneio, onde enfrentaria Atlético Mineiro (que viria a ser o campeão da competição), o Santos de Pelé e o Internacional. Durante a semana que antecedeu o primeiro jogo, contra o Atlético, Roberto se destacou nos treinos e foi escalado como titular para a partida. No dia anterior à partida o Jornal dos Sports colocava em suas manchetes: "Vasco escala garoto-dinamite".
Diferente do que é divulgado, o apelido Dinamite não surgiu depois do jogo contra o Internacional. O apelido foi criação de dois jornalistas do Jornal dos Sports, Eliomário Valente e Aparício Pires, ambos vascaínos, e criado quando Roberto já se destacava nos juvenis.
Naquele jogo contra o Atlético Mineiro, no dia 21 de novembro, Roberto não foi bem e acabou sendo substituído. Houve uma grande decepção na torcida vascaína, que depositava muitas esperanças nele.
O jogo seguinte ocorreu em 25 de novembro, uma quinta-feira, contra o Inter, no Maracanã. No segundo tempo, quando o Vasco vencia por 1–0, Admildo Chirol tirou Gílson Nunes e colocou Roberto. Na primeira bola que recebeu Roberto driblou quatro jogadores jogando a bola no canto esquerdo, num belo gol, o seu primeiro no time profissional.
No dia seguinte, o Jornal dos Sports estampava em letras garrafais a manchete: "GAROTO DINAMITE-EXPLODIU!".
Era o adeus definitivo de Calu e o surgimento de Roberto Dinamite, que viria a ser considerado por muitos o maior ídolo da história do Vasco, imortalizando a camisa 10.

### Começa a história de amor com o Vasco

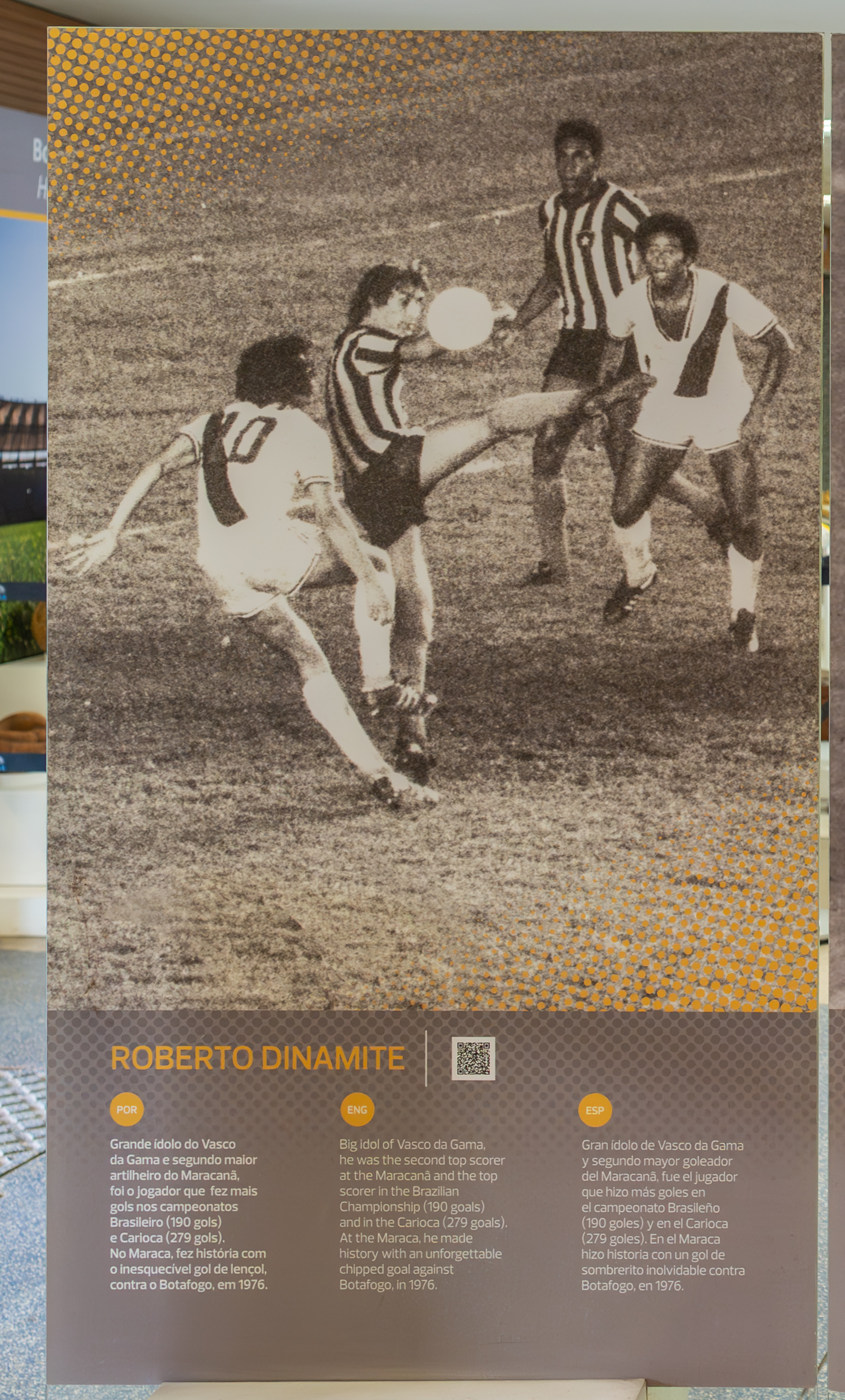
O exato momento em que Dinamite dá um Lençol no jogador adversário antes de marcar um dos gols mais memoráveis de sua carreira. A imagem encontra-se na Calçada da Fama do Maracanã.

A partir de então, começou sua longa história de amor com a torcida. O centroavante atuou pelo time profissional do Vasco de 1971 a 1980, quando se transferiu para o Barcelona, numa negociação que envolveu muito dinheiro. Voltou ao clube três meses depois, onde ficou até 1989, antes de ser negociado com a Portuguesa. Seis meses depois, Dinamite estava novamente no Vasco, para encerrar sua brilhante carreira, em 1993, aos 39 anos de idade.
Alto e forte, Dinamite usava com muita inteligência seu corpo e dificilmente perdia a bola para um adversário, tornando-se um grande perigo na área inimiga. Ele conseguiu a média de 36 gols por temporada nos 22 anos de carreira – disputou 1 108 partidas. Seu melhor ano foi em 1981, quando deixou por 62 vezes a sua marca, superando o recorde de Zico, o maior ídolo da torcida do rival, o Flamengo, que havia feito 60.
Suas principais características dentro de campo eram o oportunismo, a competência e a sorte. Sabia cobrar faltas como poucos, além de desenvolver, ao longo de sua carreira, a capacidade de chutar com as duas pernas.
Participou da conquista de cinco estaduais – 1977, 1982, 1987, 1988 e 1992. Em 1974, conquistou o título de campeão brasileiro batendo o Cruzeiro na final por 2–1. Apesar de não ter marcado na decisão, Roberto Dinamite foi o artilheiro da competição com 16 gols e maior responsável pelo inédito título.

### A frustração em Barcelona
Em 1980, foi comprado pelo time espanhol Barcelona em negociação milionária – fabulosa para a época.
Em sua estreia no clube catalão, Dinamite marcou dois gols e dando sinais de que era o início de uma grande jornada, mas uma troca de técnico fez com que a passagem pelo clube catalão durasse apenas três meses e três gols.
Sabendo da falta de sorte de Roberto na Espanha, o Flamengo o procurou, com seu presidente à época (Marcio Braga) indo pessoalmente conversar com o jogador. Num primeiro momento o Vasco, que havia sido contatado, não se interessou, só entrando na disputa pela volta de Dinamite ao Brasil após pressão da torcida. Avisado para não assinar com o rival e de que Eurico Miranda também iria à Espanha conversar com ele, Roberto acertou seu retorno ao Vasco apenas três meses após tê-lo deixado. A torcida lotou São Januário para saudá-lo.
A volta de Roberto ocorreu num pequeno jogo, contra o Náutico, que o próprio jura não lembrar. Mas o verdadeiro jogo que consolidou sua volta ocorreu no dia 5 de maio de 1980, num jogo contra o Corinthians de Sócrates. Antes da partida, teve um jogo do Flamengo. A torcida rubro-negra, então, tinha ficado no estádio, secando o Vasco, formando o que foi chamado de "Fla-fiel". 110 000 pessoas presenciaram a nova "explosão" de Roberto, que marcou cinco gols e decretou a vitória vascaína por 5–2. Foi a volta triunfal do maior ídolo do clube, acompanhada inclusive por um repórter de Barcelona, que relataria o jogo para um jornal local com os dizeres: "Esto, sí, es lo verdadero Dinamita".

### Roberto Dinamite vira estrela na Lusa e no Campusca
Em fim de carreira, Roberto recebeu convite para jogar pela Portuguesa. O jogador aceitou o desafio e participou do Brasileirão de 1989 pela equipe do Canindé.
Treinado por Antônio Lopes, Dinamite transformou-se rapidamente na grande estrela da Lusa. O atacante marcou onze gols pelo clube: dois em um amistoso e nove gols no Campeonato Brasileiro daquele ano, que o ajudaram a atingir a histórica marca de 190 gols em torneios nacionais, tornando-se o maior artilheiro da competição.
A campanha da Portuguesa foi boa, e o time paulista terminou na sétima colocação, com 20 pontos, apenas seis a menos que o campeão Vasco, o que fez com que a diretoria tentasse a renovação com Dinamite — em vão. O artilheiro voltaria ao Vasco novamente.
No ano de 1991, Dinamite aceitou outro desafio ao jogar pelo Campo Grande ajudando o Campusca a ficar em 5º lugar no estadual e chegando a liderar o segundo turno do mesmo campeonato. Naquela oportunidade, Roberto teve a companhia de Elói e Cláudio Adão, que, assim como o ídolo vascaíno, estavam em fim de carreira.

### Seleção Brasileira

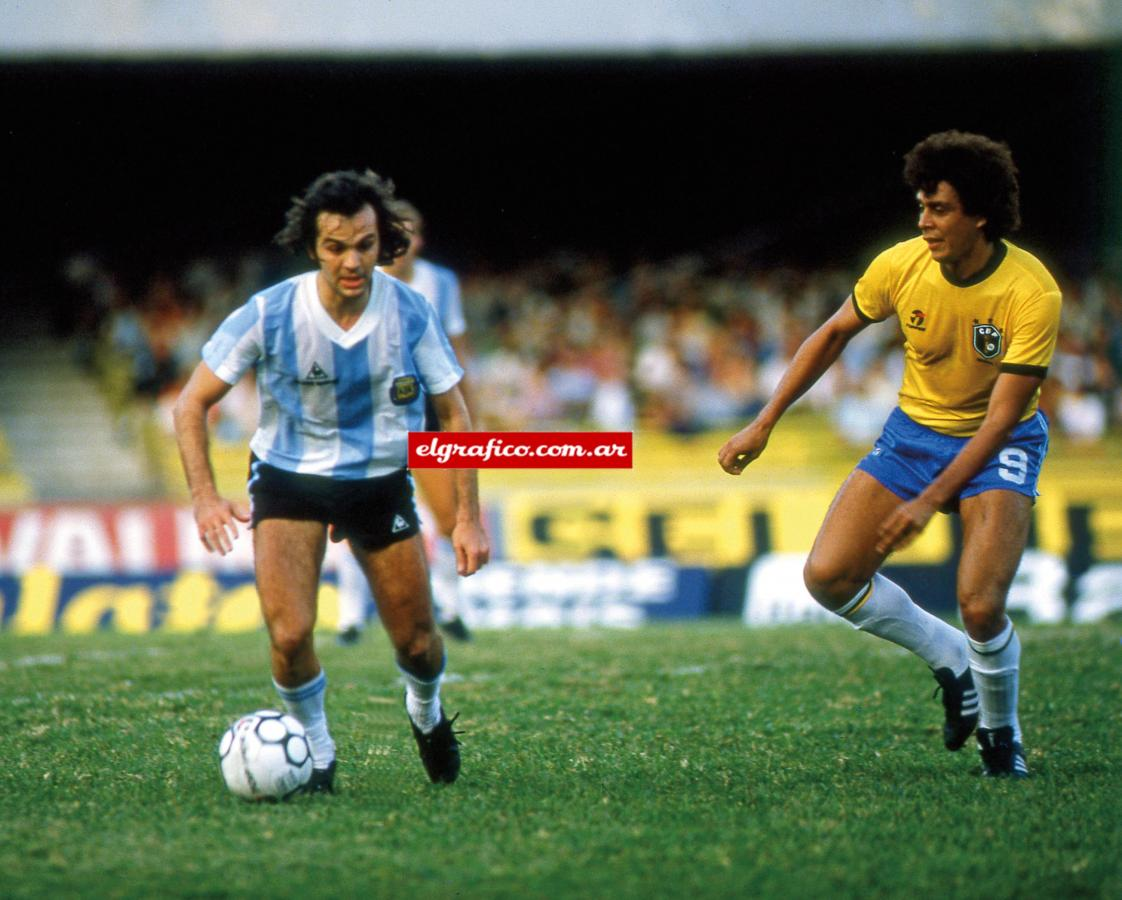
Dinamite pela Seleção Brasileira, em 1984, jogando uma partida amistosa contra a Argentina

A Seleção Brasileira reservou grandes alegrias e decepções a Dinamite. Convocado pela primeira vez em 1975, o atacante esteve presente nas Copas do Mundo de 1978 e 1982, e fez, vestindo a camisa canarinha, o gol mais marcante de sua carreira. "Estava esquecido por toda a imprensa e torcida há mais de 20 dias. Mas, com o gol que fiz contra a Áustria, voltei a ser aclamado como ídolo do povo brasileiro de um dia para o outro. Foi sensacional", confessou.
No entanto, o matador teve seus momentos de desprazer. "A maior tristeza na minha carreira foi a maneira como fomos desclassificados do Mundial de 1978, na Argentina. Estávamos invictos, mas fomos eliminados com a derrota do Peru por 6–0 para a Argentina".
Em 1982, Roberto foi convocado em cima da hora para disputar o Mundial da Espanha devido à contusão de Careca. Dessa vez, ao contrário de 1978, sua participação ficou restrita aos treinamentos, pois Telê Santana não colocou o craque em nenhuma partida.
Sua última participação na Seleção ocorreu em 1984, quando vestiu a Amarelinha pela última vez sob o comando de Eduardo Antunes Coimbra. Em 1986, mesmo em grande fase pelo Vasco, não foi lembrado por Telê Santana para a Copa do Mundo no México.

### Política
Roberto Dinamite entrou na política em 1992, elegendo-se vereador da cidade do Rio de Janeiro pelo Partido da Social Democracia Brasileira (PSDB). Em 1994 elegeu-se deputado estadual, cargo este onde se reelegeria em 1998, 2002, 2006 e 2010. Na eleição de 2002 já pertencia ao Partido do Movimento Democrático Brasileiro (PMDB), onde permaneceu até o fim de seu mandato, não se reelegendo para o período 2015/2019.

### Dirigente
Roberto Dinamite foi o grande rival político de Eurico Miranda, presidente do Vasco no período 2001-2008. Essa rivalidade começou após a polêmica situação em que Roberto Dinamite e seu filho teriam sido expulsos da Tribuna de Honra de São Januário. Eurico Miranda nega a versão da história de Roberto. Iniciava-se, assim, uma rivalidade política que duraria até junho de 2008.
Após a suposta expulsão da tribuna, Roberto Dinamite, com o apoio do MUV (Movimento Unido Vascaíno, criado em oposição a Eurico e Calçada, nos anos 1990), foi derrotado em duas eleições. Porém, a segunda eleição, em 2006, sendo anulada pela justiça  e remarcado para junho de 2008.
No dia 21 de junho de 2008, a chapa pró-Dinamite venceu as eleições para formação do Conselho Deliberativo do Vasco. Eurico Miranda decidiu não participar do novo pleito. Na madrugada de 28 de junho, com participação de vascaínos ilustres antes afastados do clube e apoio maciço da torcida, o conselho deliberativo elegeu Roberto o novo presidente do clube.
Em 8 de agosto de 2011, foi reeleito presidente do clube com 149 votos dos 154 possíveis no Conselho Deliberativo.
Como presidente do Vasco, Roberto Dinamite não conseguiu sequer imitar o sucesso que teve como jogador do clube. Logo nos primeiros meses de gestão, o Vasco da Gama, que há 108 rodadas não ia para a zona de rebaixamento (desde 2005) e estava em 9º lugar na 8ª rodada, chegou a ser lanterna do campeonato e foi rebaixado para a Série B pela primeira vez em sua história. No ano seguinte, subiu conquistando o título. A partir daí, visando a reeleição em 2011, Dinamite e o MUV montaram um forte elenco para a disputa dos títulos nesta temporada. O Vasco conquistou a Copa do Brasil em 2011, chegou na semifinal da Copa Sul-Americana e terminou o Campeonato Brasileiro em 2º lugar. Durante o Brasileirão, muitos erros de arbitragem contra a equipe vascaína marcaram a campanha, em especial os dois pênaltis não marcados pelo juiz Péricles Bassols nos clássicos contra o Flamengo.
Em 2012, o Vasco faz uma boa campanha no Campeonato Brasileiro, mas deixa escapar a vaga para a Libertadores nas rodadas finais. Já na Copa Libertadores da América, chegou até as quartas de final e foi eliminado pelo campeão Corinthians, jogo marcado pelo gol perdido por Diego Souza diante do goleiro Cássio.
O time montado, entretanto, não era sustentável. No fim de 2012, todo o elenco é desmontado e a dívida do Vasco dispara absurdamente.
Em 2013, o Vasco, com elenco já enfraquecido e enfrentando uma crise financeira, caiu novamente para a Série B, excluindo de vez a possibilidade do presidente tentar o terceiro mandato no ano seguinte.
O pleito vascaíno foi marcado para o dia 6 de agosto, mas devido a várias denúncia sobre um possível esquema de compra de votos, envolvendo o candidato Eurico Miranda, a eleição foi adiada, na Justiça, para 11 de novembro. Sendo assim, Conselhos do Clube elegeram uma comissão para assumir o comando, pondo fim ao mandato de Roberto Dinamite, que dias depois, sob efeito de uma liminar, conseguiu o direito de permanecer na presidência até a data do novo pleito.

### Doença e morte
No dia 9 de janeiro de 2022, após passar por cirurgia devido a uma obstrução intestinal, Dinamite revelou ter sido diagnosticado com câncer, e que estava prestes a iniciar o tratamento de quimioterapia. Em 20 de agosto, deixou o hospital onde ficou internado por duas semanas. O ex-jogador recebeu alta após passar por uma cirurgia no intestino em tratamento contra o câncer.
Dinamite morreu às 10h50min do dia 8 de janeiro de 2023, no Hospital Unimed na Barra da Tijuca, em decorrência do câncer. O velório ocorreu no Estádio São Januário e seu corpo seguiu até o Cemitério Nossa Senhora de Belém, em Duque de Caxias, para o sepultamento.
Em homenagem ao ex-atacante, o prefeito do Rio de Janeiro, Eduardo Paes, batizou o trecho da avenida em frente ao Estádio de São Januário, em São Cristóvão, para Avenida Roberto Dinamite.

## Títulos como jogador
Fonte: Ludopédio
Vasco da Gama
- Campeonato Brasileiro: 1974
- Campeonato Carioca: 1977, 1982, 1987, 1988 e 1992
- Troféu Ramón de Carranza: 1987 e 1988
- Copa Ouro (EUA): 1987
- Copa TAP (EUA): 1987
- Torneio João Havelange: 1981
- Taça Guanabara: 1976, 1977, 1986, 1987, 1990 e 1992
- Taça Rio: 1984, 1988 e 1992
- Torneio Quadrangular do Rio de Janeiro: 1973
- Taça Adolpho Bloch: 1990
- Torneio de Verão do Uruguai: 1982
- Troféu Festa de Elche: 1979
- Troféu Colombino: 1980
- Torneio de Funchal: 1981
- Torneio Cidade de Metz (França): 1989
- Torneio Cidade de Sevilha: 1979
- Torneio Heleno Nunes: 1976
- Torneio Super Séries: 1980
- Copa Rio Estadual: 1992

Seleção Brasileira
- Taça do Atlântico: 1976
- Copa Rio Branco: 1976
- Taça Oswaldo Cruz: 1976
- Torneio Bicentenário dos Estados Unidos: 1976

Seleção Brasileira Olímpica
- Torneio Pré-Olímpico Sul-Americano: 1971

Seleção Brasileira de Masters
- Copa Pelé: 1991

Seleção Carioca
- Campeonato Brasileiro de Seleções Estaduais: 1987

### Prêmios individuais
- Revelação do Campeonato Brasileiro: 1971[26]
- Melhor Jogador do Campeonato Brasileiro: 1974[26]
- Bola de Prata: 1979, 1981 e 1984
- Bola de Prata (Artilheiro): 1984
- Jogador do Ano no Futebol Brasileiro (Jornal dos Sports): 1985
- Maior ídolo da História do Vasco da Gama (O Globo): 2020[27]

### Artilharias
Vasco da Gama
- Campeonato Brasileiro: 1974 (16 gols)
- Campeonato Carioca: 1978 (19 gols)
- Campeonato Carioca: 1981 (31 gols)
- Campeonato Brasileiro: 1984 (16 gols)
- Campeonato Carioca: 1985 (12 gols)

Seleção Brasileira
- Copa América: 1983 (3 gols)

### Recordes
- Jogador que mais atuou pelo Vasco da Gama (1 110 partidas)[28]
- Maior artilheiro da história do Vasco da Gama (708 gols)[29]
- Maior artilheiro da história do Campeonato Brasileiro (190 gols)[30]
- Maior artilheiro da história do Estádio São Januário (184 gols)
- Maior artilheiro da história do Campeonato Carioca (284 gols)[31]
- Maior artilheiro do clássico Vasco vs. Flamengo (27 gols)[28]
- Maior artilheiro do clássico Vasco vs. Botafogo (25 gols)[28]
- Maior artilheiro do clássico Vasco vs. Fluminense (36 gols)[28]

## Títulos como presidente
Vasco da Gama
- Campeonato Brasileiro - Série B: 2009
- Copa da Hora: 2010
- Copa do Brasil: 2011

## Estatísticas
- Temporadas em que atuou: 22
- Jogos pelo Vasco da Gama: 1 110 (recorde)
- Maior Artilheiro da história do Campeonato Brasileiro: 190 gols
- Maior Artilheiro da história do Campeonato Carioca: 284 gols[8]
- 5º Maior artilheiro de todos os tempos dos Campeonatos de 1ª divisão - IFFHS[26]
- Jogador com 500 ou mais gols
- Maior Artilheiro em São Januário: 184 gols
- Primeiro jogo: Vasco 0–1 Bahia (Campeonato Brasileiro, 14 de novembro de 1971, Fonte Nova)
- Primeiro gol: Vasco 2–0 Inter-RS (Campeonato Brasileiro, 25 de novembro de 1971, Maracanã)
- Último jogo: Vasco 0–2 Deportivo La Coruña (Espanha) (amistoso, 24 de março de 1993, Maracanã)
- Último gol: Vasco 1–0 Goytacaz (Campeonato Carioca, 26 de outubro de 1992, São Januário)

## Gols marcados

### Categorias de base
- 1970: 10 gols
- 1971: 16 gols
- 1972: 10 gols
- 1973: 10 gols

### Em clubes e na Seleção
- Vasco da Gama: 708 gols
- Barcelona: 3 gols
- Portuguesa: 11 gols
- Seleção Brasileira: 26 gols
- Amistosos: 36 gols

### Gols marcados em Campeonatos Brasileiros
| Ano  | Gols | Ano  | Gols |
| ---- | ---- | ---- | ---- |
| 1971 | 1    | 1972 | 4    |
| 1973 | 13   | 1974 | 16   |
| 1975 | 15   | 1976 | 12   |
| 1977 | 7    | 1978 | 14   |
| 1979 | 10   | 1980 | 8    |
| 1981 | 14   | 1982 | 12   |
| 1983 | 9    | 1984 | 16   |
| 1985 | 16   | 1986 | 5    |
| 1987 | 6    | 1988 | 4    |
| 1989 | 9    |      |      |

### Times que mais sofreram gols
| Clube         | Gols |
| ------------- | ---- |
| Fluminense    | 43   |
| América       | 30   |
| Botafogo      | 28   |
| Americano     | 27   |
| Bangu         | 27   |
| Flamengo      | 27   |
| Goytacaz      | 22   |
| Portuguesa    | 22   |
| Bonsucesso    | 19   |
| Campo Grande  | 18   |
| Olaria        | 14   |
| São Cristóvão | 14   |
| Madureira     | 12   |
| Internacional | 11   |
| Corinthians   | 10   |
| Volta Redonda | 10   |
| Operário      | 8    |
| Vitória       | 8    |
| Santos        | 7    |
| Grêmio        | 7    |
| Goiânia       | 7    |

### Gol 500
10 de novembro de 1982 - Vasco 1–1 Volta Redonda, pelo Campeonato Carioca. Uma curiosidade: esse gol foi dedicado à Eurico Miranda, vice-presidente de futebol do Vasco na época. Posteriormente, no entanto, Eurico e Roberto viriam a ser rivais declarados devido ao cenário político do clube.

## Política
- Eleito vereador da cidade do Rio de Janeiro em 1992 pelo PSDB (34 893 votos)
- Eleito deputado estadual no estado do Rio de Janeiro em 1994 (68 516 votos)
- Reeleito deputado estadual no estado do Rio de Janeiro em 1998 (44 993 votos)
- Reeleito deputado estadual no estado do Rio de Janeiro em 2002, pelo PMDB (53 172 votos)
- Reeleito deputado estadual no estado do Rio de Janeiro em 2006, pelo PMDB (49 097 votos)[34]
- Eleito presidente do Club de Regatas Vasco da Gama em 2008
- Reeleito deputado estadual no estado do Rio de Janeiro em 2010, pelo PMDB (39 730 votos)[35]
- Reeleito presidente do Club de Regatas Vasco da Gama em 2011[36]

## Honrarias
- Cidadão Quissamaense (município de Quissamã)
- Amigo da Cidade de Duque de Caxias
- Medalha de Ordem ao Mérito do Policial Militar
- Cidadão Trirriense (município de Três Rios)
- Cidadão Bonjesuense (município de Bom Jesus do Itabapoana)
- Cidadão Cabista (município de Arraial do Cabo)
- Cidadão Aperibeense (município de Aperibé)
- Cidadão Cachoeirense (município de Cachoeiras de Macacu)
- Cidadão Silva-jardinense (município de Silva Jardim)
- Cidadão Paraibano (estado da Paraíba) (lei nº 8.963 de 30 de outubro de 2009, publicada no DO de 1 de novembro de 2009)
- Medalha do Mérito Desportivo, outorgada a ele por José Sarney, então presidente da República